# Plymouth Caravelle
Plymouth Caravelle – samochód osobowy klasy średniej produkowany pod amerykańską marką Plymouth w latach 1983–1988.

## Historia i opis modelu

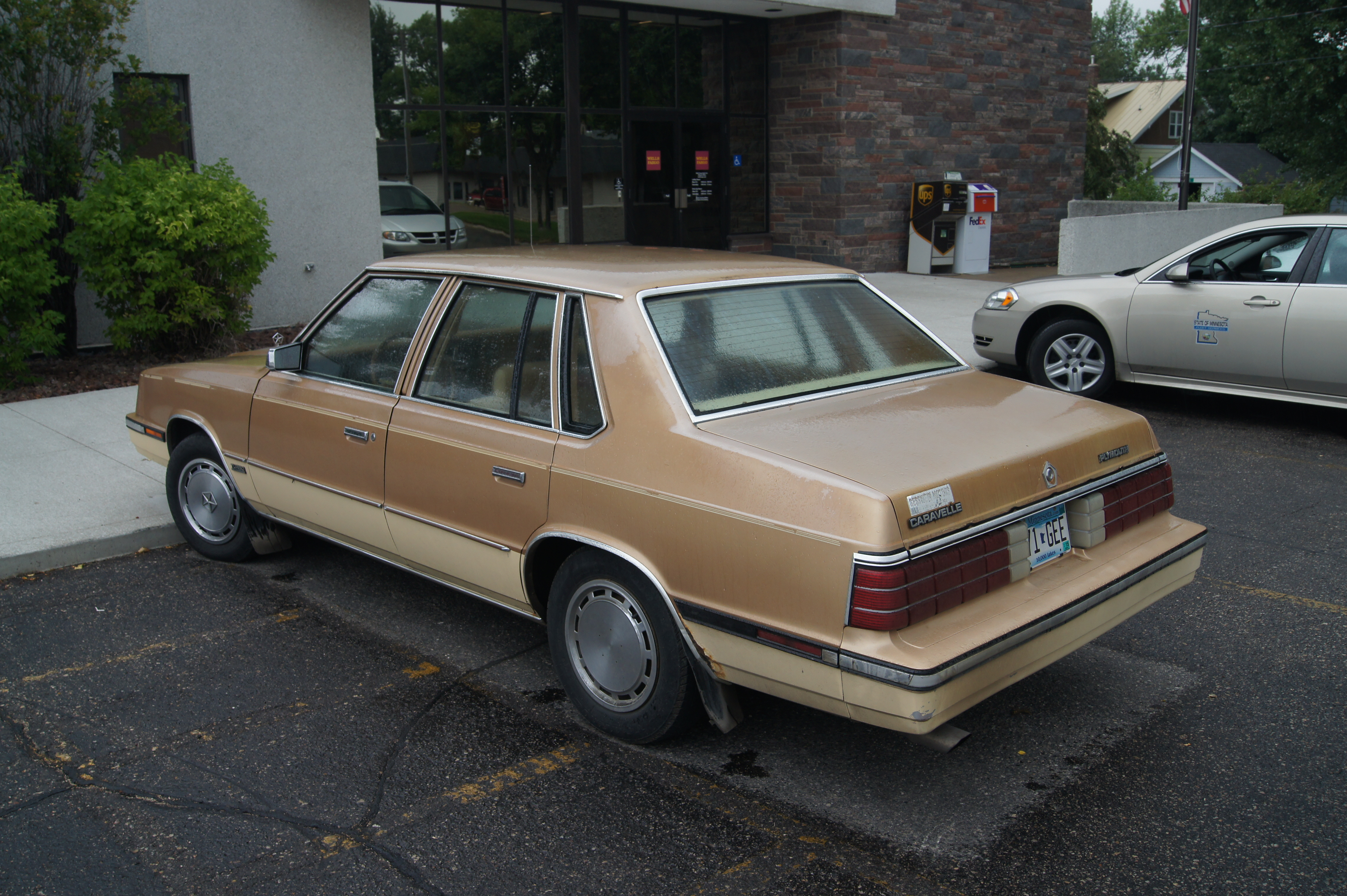
Plymouth Caravelle - tył

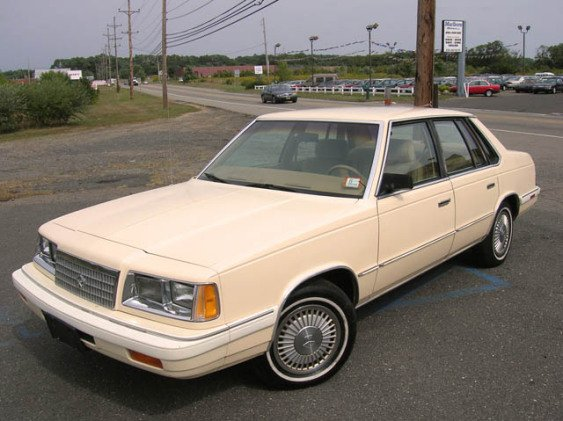
Plymouth Caravelle po liftingu

W 1983 roku koncern Chrysler zdecydował się poszerzyć ofertę marki Plymouth o bliźniaczy względem Chryslera New Yorkera i Dodge'a 600 model Caravelle. Samochód uplasował się w ofercie między modelami Reliantem oraz dużym, tylnonapędowym Gran Fury.
Gama nadwoziowa składała się z 4-drzwiowego sedana, jak i 2-drzwiowego coupe. W Kanadzie sprzedawany był tylko wariant coupe z racji obecności na tamtym rynku już innego sedana o nazwie Caravelle – lokalnej odmiany modelu Gran Fury.

### Lifting
W 1986 roku Plymouth Caravelle przeszedł obszerną modernizację, w ramach której zmienił się wygląd pasa przedniego. Został on bardziej zaokrąglony, tracąc na kanciastych, dotychczasowych proporcjach. Pod tą postacią Caravelle produkowany był do 1989 roku, po czym zastąpił go model Acclaim.

### Wersje wyposażenia
- Base
- SE

### Silniki
- L4 2.2l Chrysler K
- L4 2.2l Chrysler K Turbo
- L4 2.5l Chrysler K
- L4 2.6l Mitsubishi Astron G54B